# Frédéric Sauvage
Pour les articles homonymes, voir Sauvage (homonymie).
Pierre Louis Frédéric Sauvage, né le 20 septembre 1786 à Boulogne-sur-Mer et mort le 17 juillet 1857 dans l'ancien 8e arrondissement de Paris, dans le quartier de Picpus, est un mécanicien et inventeur français. On lui doit le « physionomètre », un dispositif permettant de saisir les traits d’un visage dans le but d’en réaliser un buste, son complément le physionotype réducteur, et le soufflet hydraulique (avril 1847), concept qui est à la base des pompes d’épuisement.
Mais il est surtout connu, en France uniquement, comme « l’inventeur » de l’hélice marine. Cette légende a fait l’objet de multiples polémiques et controverses entretenues, surtout par la presse, de 1842 jusqu’à nos jours.

## Biographie
La principale source le concernant est une biographie « Frédéric Sauvage, sa vie, ses inventions » écrite par son petit-neveu, C. Paillart, et publiée en 1881 à l’occasion de l’inauguration de sa statue à Boulogne-sur-Mer. Cette rétrospective est, évidemment, une apologie inconditionnelle de Sauvage.

### Premières inventions
Frédéric Sauvage est le troisième des sept enfants issus d’une ancienne famille boulonnaise de constructeurs de navires.
La création du camp de Boulogne est décrétée par Napoléon en 1803. Sauvage a 17 ans et une bonne éducation.  Il travaille pour l'administration du génie maritime jusqu’en 1811, année du départ des ingénieurs de la marine. Il a 25 ans, se marie et prend la suite de son père, Pierre Sauvage, comme constructeur de navires dans le chantier familial boulonnais. Il réussit dans ce nouveau métier qui lui apporte des satisfactions et des commandes mais se plaint de la nouvelle concurrence, qui produit de la mauvaise qualité à bas prix depuis la suppression de l’exigence de diplômes pour les constructeurs. En 1821, « il comprit qu’il ne lui restait plus qu’à chercher fortune ailleurs et…il abandonna le métier ». Il a 35 ans, est séparé de sa femme et « se promet de devenir un homme d’affaires et un industriel positif. »
 

Il reprend les carrières de marbre d’Elinghen. Dans cette nouvelle activité, il transforme les méthodes et réduit les couts de production en inventant des machines à scier et polir mues par des moulins à vent. En 1825, la Société d’Agriculture, du Commerce et des Arts de Boulogne visite son usine, un rapport élogieux est rédigé et il obtient une médaille d’or. Son activité connaît un grand succès technique et commercial. Pour plaire aux nombreux visiteurs, il invente le physionomètre. Mais, dévoré par sa passion d’inventer, il abandonne aussi les carrières d’Elinghen en 1831. Il a 45 ans et dispose encore de certains moyens financiers.

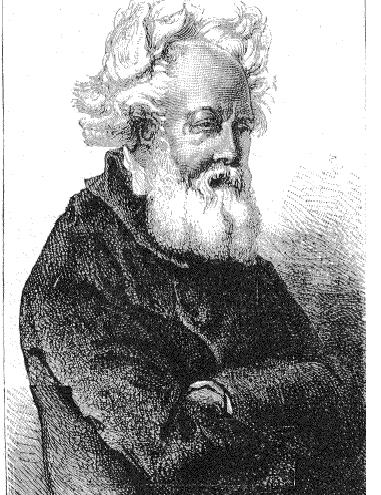
Frédéric Sauvage

### L'hélice à spirale: un conflit de priorité
En 1831, le gouvernement décide de faire construire de nombreux bateaux à vapeur et à roues, le concept donnant satisfaction depuis une quinzaine d’années à défaut d’autres moyens mécaniques. Mais, à cause de ses nombreux inconvénients, Sauvage rêve de remplacer la roue à aubes.  S’inspirant de la godille et de la queue des poissons, il se lance dans des essais comparatifs entre une roue à aubes et une fraction de vis d’Archimède pour propulser une maquette de 27 cm de long. 
Le 15 janvier 1832, à Boulogne et à l'aide de sa maquette de 545 grammes, il démontre lors d'une expérience publique que la propulsion par hélice est trois fois plus rapide que celle par roues à aubes. Le constat est officialisé dans un rapport signé de plusieurs officiels et notables de Boulogne. (voir onglet "Discussion" de l'article)
Il part à Paris au printemps 1832 et prend un brevet pour 15 ans, le 28 mai 1832. Il est reçu par le ministre de la Marine qui accepte qu’une démonstration de son système soit faite devant une commission d'experts. Avec un canot à hélice de 15 pieds, sur le canal de l'Ourcq, il ne parvient pas à convaincre la commission nommée par le ministre de la Marine. Devant une nouvelle commission, il renouvelle l’expérience sur le canal de la Villette, avec un canot de 6 mètres muni, à l’arrière, d’une hélice actionnée à bras d’homme. La rapidité de son bateau fait l’admiration de tous les spectateurs et des passagers. Mais « il reçut du ministère une lettre l’avisant que les renseignements fournis par la commission sur les expériences auxquelles ses membres avaient assisté ne leur laissaient aucun doute sur la supériorité des hélices comparées à tous autres propulseurs, mais qu’ils avaient reconnus également l’impossibilité de les employer sur les grands bâtiments…des expériences récemment faites aux États-Unis ayant démontré que ce principe était impuissant sur une grande échelle. »
À l’été 1833, dépité mais désireux de se rapprocher du vrai monde maritime et de la construction navale, il descend la Seine sur son canot et arrive au Havre. Il y fait quelques démonstrations dans les bassins du port et, à défaut de machine à vapeur, il invente un système de mise en rotation de son hélice en faisant monter et descendre des hommes sur une échelle. Il se ruine cependant dans la réalisation de ses projets et doit demander une aide financière à son frère d’Abbeville.
Ainsi, Sauvage a l’intention de faire construire un bateau à Honfleur afin de démontrer que son système peut fonctionner avec une machine à vapeur. Déjà endetté, il ne peut pas financer ce projet. C’est encore un échec et il repart à Paris en septembre 1834.
S’ensuit une parenthèse à Paris où il exploite, avec un certain succès, une nouvelle invention, le physionotype, associée à un réducteur, pour réaliser des bustes, mais doit affronter un procès intenté par ses associés qui réclament la propriété de l’invention. Alors il reprend de nouveaux essais avec son hélice sur des bateaux de plus en plus importants mais ne réussit pas à convaincre les autorités et s’endette toujours plus. En décembre 1839, il étend son brevet à une application dans l’air avec une hélice fractionnée.
En 1838, l’Anglais Francis Pettit Smith construit l’Archimède, un steamer de grande dimension (237 tonneaux) muni d’une machine à vapeur de 80 chevaux et d’une hélice arrière d'un pas complet, similaire à l'hélice de Sauvage. L’Archimède prend la mer 15 mai 1839 et se rend de Gravesend à Portsmouth en vingt heures, à une vitesse de 8,50 nœuds malgré vents et marées défavorables. Le résultat donna aussitôt une haute opinion de l'hélice. Sauvage prétend que son invention lui a été volée par les Anglais.
En 1841, Sauvage, malade, quitte Paris et se réfugie chez son frère à Abbeville.
Mis en relation par une connaissance commune avec Augustin Normand, constructeur renommé de navires au Havre, le 21 juillet 1841, Sauvage signe avec lui et l’ingénieur anglais Barnes un contrat qui stipule : « … Mrs. Normand et Barnes, convaincus des avantages du système d’hélice de Mr. Sauvage susnommé pour lequel il a été breveté en France le vingt-huit mai mil huit cent trente-deux, lui ont proposé, pour propager ce système et donner le moyen de prouver qu’il est préférable aux systèmes employés jusqu’à ce jour comme moteur sur les bateaux à vapeur, de construire, à leur frais et sans que Mr. Sauvage ait à faire aucun déboursé, un bateau à vapeur qui aura la forme, les dimensions et installations qu’ils jugeront convenables. La force de la machine ne pourra être moindre de cent vingt chevaux. Cette proposition est faite à Mr. Sauvage à la charge par lui de leur concéder pour ce bateau seulement et gratuitement le droit d’employer le système d’hélice par lui inventé. Mr. Sauvage, confiant dans le mérite reconnu de Mrs. Normand et Barnes, leur accorde par ces présentes le droit qu’ils demandent d’employer son système et s’engage même à leur donner tous les documents et renseignements dont ils pourraient avoir besoin… »
L’année suivante, Normand et Barnes, ayant obtenu une commande du Ministère des Finances, élaborent, à leurs risques et périls, le projet d’un navire à hélice, le Napoléon, destiné à la ligne Corse-continent. C’est une entreprise risquée, une première en France, car il y a des obligations de performances significatives pour l’époque et l'éventualité réelles de pertes financières. Ce bateau est lancé en décembre 1842 pour le compte de l'État et affecté au service de La Poste. Après de nombreux essais sur 8 hélices différentes, les vitesses obtenues, autour de 10 nœuds, sont supérieures aux objectifs contractuels. C’est un succès considérable en France, sauf pour Sauvage, qui n’a pas contribué à la construction du Napoléon et qui proteste par voie de presse contre les modifications apportées par Normand et Barnes à son hélice du brevet de 1832, mais sans toutefois contester le contrat qu’il avait signé en 1841.
Le 8 mai 1843, Frédéric Sauvage est incarcéré à la prison du Havre en vertu d'un jugement obtenu par ses créanciers. M. Séguier intervient auprès de M. le général de Rumigny, aide de camp du roi, qui déclare « patience donc et courage, honneur et justice vous seront rendus ». Malgré cela, Frédéric Sauvage reste emprisonné. Alphonse Karr , un journaliste polémiste mais incompétent sur le plan technique, dénonce l'ingratitude dont Frédéric Sauvage est victime, réclamant pour lui son invention. Ses articles ont un retentissement important. Frédéric Sauvage sort de prison et reçoit une pension minimale de 2 000 francs par an (équivalent à environ 7 000 euros de 2014…).
Accablé par ses nombreux déboires et désillusions, Sauvage est gagné par la folie. Le 13 avril 1854, il entre à la maison de santé de Picpus où il meurt le 17 juillet 1857. D'abord enterré à Paris, ses restes sont transférés en 1872 au cimetière de l'Est (Boulogne-sur-Mer).

### Postérité
Le mot « hélice » a été utilisé apparemment pour la première fois dans cette acception par F. Sauvage pour décrire son invention de 1832, laquelle est très différente de « l'hélice » de Normand et Barnes qui est l'hélice moderne à plusieurs pales qui sera universellement adoptée. En effet l'Hélice de F. Sauvage est constituée d'une seule spire qui effectue un tour complet (360°).
À l’inverse de Smith qui, en 1839, a fractionné son propulseur en deux, Sauvage s’est obstiné sur son hélice à une seule spire. C’est pour cette raison qu’il a combattu les hélices du Napoléon (navire de ligne) (1848 - 1850). Cela n’a pas empêché Paillart, son biographe en 1881, de conclure son panégyrique de Sauvage, en lui attribuant la paternité des hélices du Napoléon. La polémique infondée de la supposée spoliation de l’invention de Sauvage par Normand et Barnes et inventée par la presse, sera copiée et recopiée à de multiples occasions jusqu’à nos jours, créant ainsi, en France, la légende de Sauvage mais peut-il être considéré comme « l'inventeur » de la propulsion à hélice appliquée aux bateaux ?
Si on tente de dresser une liste très incomplète des expérimentations publiées d'« hélices » innovantes ou novatrices considérées comme des demi-succès ou des succès entre 1768 et 1843, il faut mentionner notamment les travaux de A. Paucton (1768), Robert Fulton (1798), Charles Dallery (1803), Delisle (1823), Josef Ressel (1825), Frédéric Sauvage (1832), John Ericsson (1836), Francis Pettit Smith (1836), A. Normand & J. Barnes (1842), I.K Brunel (1843) et bien d’autres encore. Dans leurs traités de 1855 sur l’hélice, l’Anglais J. Bourne et le Français E. Paris consacrent 5 lignes à Frédéric Sauvage.

## Hommages

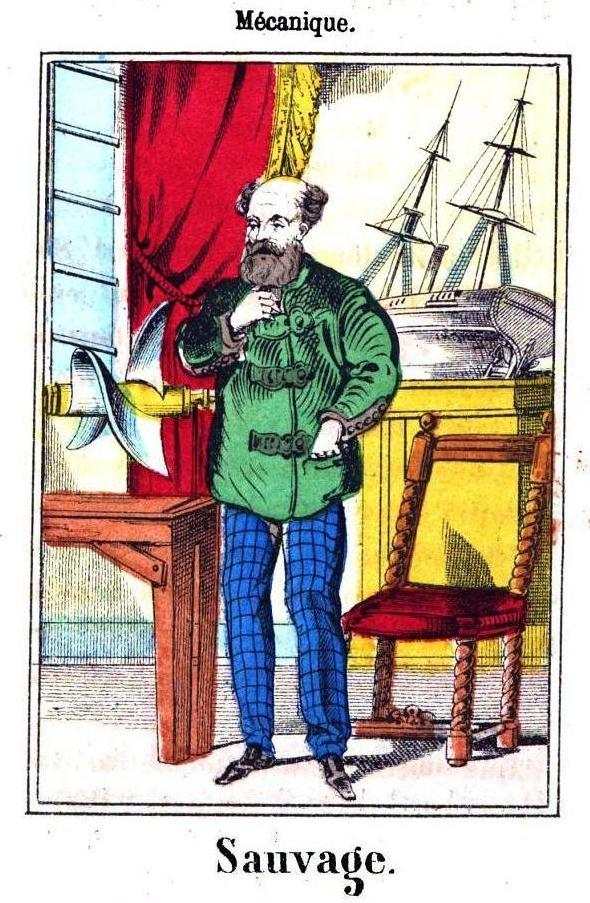
Album des Hommes utiles de l'Imagerie Pellerin.

Le 12 septembre 1881, la statue de Frédéric Sauvage est inaugurée à Boulogne-sur-Mer. Elle est située sur une place portant son nom (50° 43′ 23,7″ N, 1° 36′ 08,92″ E), statue de Lafrance et bas-relief d'Édouard Lormier.
Plusieurs voies portent son nom : à Marseille, Le Havre, Laudun-l'Ardoise, Martigues, Brest, Calais, Liévin, Lens , Le Portel, La Teste-de-Buch, Tours, Brive-la-Gaillarde, Périgny , Bourg-lès-Valence, Ferques, Montfermeil et Sète.
Il existe également un portrait peint par Paul Gavarni ; enfin, le château-musée de Boulogne-sur-Mer possède un buste situé après l’accueil au premier palier d’accès aux collections permanentes.